# 桑黄酚A
桑黄酚A是一种有机化合物，化学式C
12H
12O
4，属于一种邻苯二酚衍生物，存在于裂蹄熱帶孔菌（Tropicoporus linteus）等真菌中。